# Didymodoxa capensis
Didymodoxa capensis är en nässelväxtart som först beskrevs av Carl von Linné d.y., och fick sitt nu gällande namn av Ib Friis och Wilmot-dear. Didymodoxa capensis ingår i släktet Didymodoxa och familjen nässelväxter. Utöver nominatformen finns också underarten D. c. integrifolia.